# Fontana (California)
Fontana è una città della contea di San Bernardino, in California. Fondata da Azariel Blanchard Miller nel 1913, rimase essenzialmente un centro abitato rurale fino alla seconda guerra mondiale, quando l'imprenditore Henry J. Kaiser costruì una grande acciaieria nell'area. Oggi è un centro regionale del settore degli autotrasporti, con la Interstate 10 e la State Route 210 che transitano per la città da Est a Ovest e la Interstate 15 che passa in diagonale attraverso il quadrante nord-occidentale.
Ospita il più grande sistema bibliotecario della contea di San Bernardino, un teatro storico rinnovato, un parco comunale e l'Auto Club Speedway sul sito del Kaiser Steel Mill. Fontana ospita anche la Fontana Days Half Marathon e la corsa 5K. Questa gara è il corso di mezza maratona più veloce del mondo.
Lo United States Census Bureau stimò che la popolazione di Fontana nel 2017 era di 211 815 abitanti, rendendola la seconda città più popolosa della contea di San Bernardino e la 19ª più grande dello Stato. Il nome fontana deriva dall'italiano, con riferimento a una fonte d'acqua, essendo in prossimità del fiume Santa Ana ad est.

## Geografia fisica
Secondo l'Ufficio del censimento degli Stati Uniti, ha una superficie totale di 42,43 mi² (109,89 km²).

## Società

### Evoluzione demografica
Secondo il censimento del 2010, la popolazione era di 196 069 abitanti.

### Etnie e minoranze straniere
Secondo il censimento del 2010, la composizione etnica della città era formata dal 47,4% di bianchi, il 10,0% di afroamericani, l'1,0% di nativi americani, il 6,6% di asiatici, lo 0,3% di oceanici, il 29,8% di altre etnie, e il 4,9% di due o più etnie. Ispanici o latinos di qualunque etnia erano il 66,8% della popolazione.